# Raymond Sudre
Pour les articles homonymes, voir Sudre.
Raymond Joseph Louis Sudre, dit Raymond Sudre, né le 29 octobre 1870 à Perpignan (Pyrénées-Orientales) et mort le 9 août 1962 à Paris 16e, est un sculpteur français.

## Biographie
Raymond Sudre, né à Perpignan en 1870, est le fils d'un marbrier, dont il apprend la taille de la pierre. Il s'installe à Paris pour entrer à l'École des beaux-arts, où il devient l'élève du sculpteur Alexandre Falguière, puis après la mort de celui-ci, d'Antonin Mercié. Il obtient le second grand prix de Rome de sculpture en 1900 pour la statue David,. Grâce au succès obtenu en 1905 pour sa statue Héléna, il obtient une bourse de voyage et visite l'Espagne, l'Italie, la Belgique et les Pays-Bas. Il est président du Salon d'hiver à partir de 1934. Il est également président des Catalans de Paris.
Il est domicilié 1 rue de Musset à Paris.

## Œuvres

### Monuments aux morts
Raymond Sudre est l'auteur des monuments aux morts de la Première Guerre mondiale dans les communes suivantes :
- Aude :
  - Ginestas, 1921[7].

- Gard :
  - Beaucaire, 1921[8].

- Hérault :
  - Balaruc-les-Bains[9] ;
  - Mireval, 1922[10] ;
  - Murviel-lès-Béziers, 1923[11].

- Pyrénées-Orientales :
  - Baixas[12] ;
  - Le Boulou, 1923[13] ;
  - Ille-sur-Têt[14] ;
  - Millas[15] ;
  - Pia[16] ;
  - Saint-Paul-de-Fenouillet[17].

### Autres œuvres dans les collections publiques
- Baixas : La Catalane[18], 1909, fontaine monumentale.

- Carcassonne :
  - Square Gambetta: Helena, 1902[19].
  - Jardin de la préfecture : Monument à Armand Gauthier, buste en bronze, inauguré le 21 avril 1931, envoyé à la fonte en 1942 sous le régime de Vichy[20].

- Collioure, contre le mur du château royal : Monument de Caloni, 1938, médaillon en bronze en hommage au général Jean-François Caloni (1859-1937), né à Collioure. Une réplique de ce médaillon existait à Casablanca, Maroc[21].

- Coubron, hôtel de ville :
  - Buste d'Héléna[22] ;
  - Portrait de Mme Raoul Larche, huile sur toile[23] ;
  - La Procession en la fête de sainte Thérèse, groupe en plâtre[24].

- Laon, préfecture : Buste de Paul Doumer[25]

- Marseille, caserne des douanes : La Navigation et le Commerce, haut-relief en pierre ornant le fronton[5].

- Montpellier : Sacré-Cœur, 1919[26].

- Paris :
  - Cimetière du Montparnasse : Tombeau de Zacharie Astruc[5] (22e Division).
  - Parc de Bagatelle : Fontaine des Amours de Bagatelle, 1919.

- Perpignan :
  - Cimetière Saint-Martin :
    - Monument à Édouard Barrera, 1904[27] ;
    - Monument à Ducup de Saint-Paul, 1910[28].

  - Hôpital : Caritat, vers 1927, groupe en pierre[29].
  - Hôtel Pams : Héléna, 1905, statue dans l'escalier.
  - Square Bir-Hakeim :
    - Montanyes regalades, 1908-1910, fontaine monumentale en marbre blanc[30] ;
    - La Musique, 1910, statue en pierre[31].

  - Square Jean-Bourrat : Monument à Jean Bourrat, buste en bronze réalisé en 1939 et inauguré le 20 juillet 1947[32].

- Poitiers, parc de Blossac :
  - Buste de Léon Perrault ;
  - Buste du comte de Blossac.
- Reims, musée des Beaux-Arts
  - Gélida, vers 1904, biscuit glacuré[33]

## Distinctions
- Prix Chenavard pour La Musique[5].
- Second grand prix de Rome de sculpture en 1900 pour la statue David[5],[6].
- Officier d'académie (1902)
- Chevalier de la Légion d'honneur en 1914[6].
- Officier de la Légion d'honneur en 1938[6].